# Ортопедична болница „Витоша“
Ортопедична болница „Витоша“ е единствената болница в България, която е специализирана в операции на счупвания при възрастни пациенти. Цялата структура на болницата е адаптирана за лечение на пациентите над 75-годишна възраст, които са с повишен оперативен риск и изискват специфичен подход, модерна реанимация и скъпоструващо лечение.

## История
Създадена е през 2001 г. и оттогава екипът, начело с д-р Орлин Филипов, е оперирал петима пациенти на възраст над 100 години и седем на възраст мейду 95 и 100 години. От 2003 г. работи с НЗОК по клинични пътеки.

## Обща информация
Болница „Витоша“ разполага с опит и възможности за терапия на остеопоротични фрактури и към момента поема 60% от случаите на счупване на тазобедрената става в София. Разполага с модерен операционен блок, реанимация, стационар, модерен диагностичен блок с лаборатория, рентген, скенер, клинична лаборатория, ултразвук и всички необходими за дейността сектори и оборудване.
Тъй като НЗОК заплаща лекарския труд, но не и цената на консумативите, болницата осигурява на пациентите си възможност да закупуват импланти на много ниска цена – два до три пъти по-евтини в сравнение с другите специализирани болници.

## Социална програма
Друго уникално качество на болница „Витоша“ е нейната социална програма, която не се предлага в друго медицинско заведение в страната. Тя е насочена към подпомагане на самотни възрастни и на социално слаби пациенти. За тях цената на имплантите е символична или напълно безплатна и се поема от болницата.

## Специалности
Екипът, който е с дългогодишен опит, е най-силен в оперативното лечение на:
- фрактури на бедрената кост при стари хора
- всякакъв спешен травматизъм
- вродени детски малформации
- артроскопска хирургия
- гръбначна хирургия
- дископатия
- фрактури

Д-р Орлин Филипов е управител на болница „Витоша“ от създаването ѝ през 2001 г. Той е завършил медицина в София, специализирал е ортопедия и травматология в България, а след това и в Израел, в един от най-големите световни ортопедични центрове – болница „Рамбам“. Д-р Филипов е сред водещите специалисти по ендопротезиране, коленно и тазобедрено протезиране, както и реконструктивна хирургия.